# Metanachis
Metanachis is een geslacht van weekdieren uit de klasse van de Gastropoda (slakken).

## Soorten
- Metanachis jaspidea (G. B. Sowerby I, 1844)
- Metanachis laingensis Sleurs, 1985
- Metanachis marquesa (Gaskoin, 1852)